# Telesto nelleae
Telesto nelleae är en korallart som beskrevs av Bayer 1961. Telesto nelleae ingår i släktet Telesto och familjen Clavulariidae. Inga underarter finns listade i Catalogue of Life.